# Gustav Adolf von Gotter
Gustav Adolf von Gotter (Gotha, 26 marzo 1692 – Berlino, 28 maggio 1762) è stato un diplomatico e collezionista d'arte tedesco. Nominato Reichsfreiherr (Barone dell'Impero) nel 1724 e successivamente Reichsgraf (Conte dell'Impero) nel 1740, è noto soprattutto per essere stato un confidente di Federico il Grande e per aver ricoperto diverse delle più alte cariche istituzionali nel Regno di Prussia.

## Famiglia
Gotter proveniva da una famiglia borghese, tra le più stimate e rispettate di Gotha. Suo nonno, Johann Christian Gotter (1607-1677), ecclesiastico di vasta culura teologica e profonda pietà, fu nominato nel 1658 dal duca Ernesto I di Sassonia-Gotha-Altenburg come Generalsuperintendenten (Sovrintendente generale) a Gotha. Mentre ricoprì l’incarico battezzò il futuro duca Federico II nella chiesa del castello di Friedenstein. Sua madre, Ludämilia Magdalena, era figlia del cancelliere von Hoppe di Schwarzburg-Sondershausen. Il padre, Johann Michael Gotter (morto nel 1729), fu un uomo di grande integrità. Ricoprì la carica di Cammerath (Consigliere di camera) e, nei suoi ultimi dieci anni di vita, servì Federico II di Sassonia-Gotha, in quanto  Cammerdirector (Direttore di camera), distinguendosi anche nel campo finanziario.
Gotter non ebbe fratelli e l’unica sorella sposò Heinrich Ernst Gotter (morto nel 1772) un Geheimen Assistenzrath (lett. Consigliere assistente segreto). Tramite lei, Gotter era imparentato con il poeta tedesco Friedrich Wilhelm Gotter.

## Biografia

### Studi
I genitori di Gotter, persone istruite e in una stabile situazione finanziaria, fornirono al figlio un'educazione enciclopedica, cercando di far sviluppare in lui una diversificata e solida cultura. Gotter dimostrò fin da giovane eccellenti doti intellettuali, che furono coltivate con cura e dedizione. Ricevette istruzione da qualificati insegnanti fino all'età di quindici anni quando, nel 1709, si iscrisse all'Università di Jena, dove si dedicò allo studio del diritto e delle scienze politiche, coltivando anche un grande interesse per le arti umanistiche. Proseguì i suoi studi a Halle, dove stabilì stretti legami con altri studenti provenienti da famiglie influenti, in particolare con il barone Gerlach Adolph von Münchhausen (1688-1770), futuro ministro di Stato e presidente della Camera hannoveriana, il cui importante contributo alla fondazione dell'Università di Gottinga è ancora ricordato. L'amicizia tra i due compagni di studio perdurò fino alla morte di Gotter.
Mentre Gotter otteneva successo nei suoi studi universitari, suo padre, preoccupato per il futuro del figlio, ottenne l'assicurazione da Federico II di Sassonia-Gotha-Altenburg, erede al trono del ducato, che se il figlio avesse continuato ad eccellere nei suoi studi, sarebbe stato ricompensato con una posizione prestigiosa nella pubblica amministrazione di Gotha. Tuttavia, prima di ricevere tale posizione, Gotter intraprese un viaggio attraverso Olanda, Inghilterra e Francia, seguendo le usanze dell'epoca, per ampliare ulteriormente la sua formazione.
Durante il suo soggiorno a Parigi, ricevette una missiva dal padre, che era stato inviato a Vienna dal duca per occuparsi di varie questioni, inclusa la richiesta di pagamento dovuta al Duca per la cessione di soldati gothani all'Imperatore. Con il consenso del Duca, Gotter fu invitato ad unirsi a suo padre per aiutarlo nelle lunghe e complesse trattative. Il giovane entusiasta accettò questa opportunità nel 1715.

#### Arrivo alla corte di Vienna
Durante il suo viaggio verso Vienna, Gotter fece amicizia con due giovani nobili viennesi, provenienti dalle famiglie più prestigiose della città. I giovani, colpiti dal suo comportamento gentile e affabile, lo introdussero nei circoli nobiliari Viennesi.
Secondo un'altra fonte, Gotter avrebbe accompagnato, con il permesso di suo padre, l'amico universitario, von Münchhausen, nelle sue proprietà nell’Elettorato di Hannover. Senza il consenso di entrambi i genitori, i due amici intrapresero un viaggio di piacere a Vienna. A Ratisbona cercarono una nave per viaggiare lungo il Danubio e ne trovarono una pronta a partire. Tuttavia, scoprirono che la nave era stata occupata completamente dalle due principesse di Savoia-Carignano, nipoti del principe Eugenio di Savoia, il famoso comandante militare austriaco. Le principesse non desideravano altri passeggeri a bordo, e solo dopo molte suppliche da parte di Gotter il maggiordomo concesse loro un posto nella stiva inferiore della nave. Durante il viaggio, però, la nave rischiò di naufragare a causa dell'inesperienza del timoniere. Gotter si precipitò al timone e riuscì abilmente a salvare la nave dal pericolo imminente.
Il coraggioso atto compiuto da Gotter e il suo affabile comportamento ebbero gran successo, una volta giunto a Vienna. Le principesse Savoia-Carignano non solo gli garantirono un incontro con il loro stimato zio, ma lo introdussero personalmente nei circoli più esclusivi, dove, secondo la rigida etichetta della corte imperiale, era concesso l'accesso solo alla nobiltà che poteva vantare antiche origini. Tuttavia, il fascino di Gotter superava la mancanza di un lignaggio nobiliare consolidato.
Quando il padre di Gotter giunse a Vienna, durante un grande festeggiamento al palazzo del Principe Eugenio rimase esterrefatto nel vedere suo figlio, che credeva fosse nell'Hannover, già divenuto l'amico del potente principe.
Ben presto Gotter fece mostra delle sue brillanti abilità diplomatiche durante le trattative per il pagamento del duca. Con soddisfazione, il padre poté informare il duca Federico, che grazie alle eccezionali connessioni del figlio con le personalità più influenti di Vienna, le trattative a Gotha non potevano essere state affidate a mani migliori. In particolare, il giovane Gotter sviluppò un rapporto di amicizia intima con il Principe Eugenio. Accanto a Gotter, solo il Nunzio apostolico a Vienna, Domenico Silvio Passionei, futuro cardinale, riceveva gli stessi favori dal principe. Passionei e Gotter svilupparono presto un'affettuosa reciproca stima e divennero migliori amici. Gotter parlava sempre di questo eminente ecclesiastico con la massima reverenza. In una lettera a Schläger, lo descrisse come il prelato più venerabile, rispettabile e affabile della Chiesa romana, che aveva scelto come suo modello e eroe, destinato a diventare il suo santo protettore nella Chiesa romano-apostolica. In un'altra lettera a Schläger, lo definì una delle persone più umane, preferendolo, secondo il suo punto di vista, a tutti i dottori e uomini illustri della Chiesa, così come a tutti gli antichi e moderni padri della Chiesa cattolica e apostolica.

### I primi passi nella diplomazia
Chiunque si rivolgesse a Gotter e ricevesse la sua garanzia poteva essere abbastanza sicuro di ottenere un esito favorevole. Dopo aver trascorso un anno e mezzo a Vienna, assistendo suo padre negli affari affidatigli precedentemente, il 22 ottobre 1716, fu nominato segretario di legazione dal duca Federico II. All'inizio del 1717, il padre di Gotter fu richiamato da Vienna e l'incarico di rappresentare il duca di Sassonia-Gotha-Altenburg presso la corte imperiale fu affidato esclusivamente al giovane. Con la sua ascesa aumentarono anche i suoi meriti e la sua influenza. Presto fu coinvolto in tutti i segreti e gli intrighi della corte imperiale e, una volta a conoscenza di essi, seppe sfruttarli abilmente a suo vantaggio. Nel 1720, venne nominato consigliere di corte e ambasciatore straordinario presso la corte imperiale. Sin da allora, iniziò a condurre uno stile di vita sontuoso, incoraggiato dal principe che serviva. Nel gennaio del 1721 dovette sottoporsi a una flebotomia e seguire una vera e propria cura per il torace. Il diplomatico russo presso la corte di Vienna, che aveva sviluppato una particolare affezione per Gotter e che aveva pianificato di recarsi a Venezia per qualche settimana di piacere, lo invitò a unirsi a lui a sue spese, considerando particolarmente benefica per lui la variazione dell'aria e del clima. Questa proposta sembrava suggerire che la situazione finanziaria di Gotter non fosse delle migliori. Dal 1717, aveva ricevuto solo 300 talleri al mese dalla Camera ducale di Gotha, il che naturalmente non era sufficiente a coprire le sue spese enormi. Con l'intenzione di sistemare le sue finanze e rendere conto alla Camera ducale, chiese al duca Federico il permesso di fare ritorno in patria.

#### Questione fiscale
Approvata la richiesta, nel giugno del 1721 si trovò a Gotha, dove presentò una richiesta il 23 dello stesso mese. Propose che per coprire le spese domestiche e il suo sostentamento a Vienna, sarebbero stati sufficienti 100 talleri alla settimana. La proposta fu accettata e, a partire dal 1º febbraio 1717, fu autorizzato a ricevere 100 talleri settimanali per le sue spese personali, incluse quelle per abbigliamento, servitù, viaggi e altre spese straordinarie.
Successivamente, la Camera ducale tenne un rendiconto con Gotter e decise di continuare a fornirgli la stessa somma anche per il futuro. Inoltre, le spese sostenute per viaggi speciali su ordine del duca, doni di Capodanno e altre cortesie, così come le spese per staffette e posta, dovevano essere rimborsate in modo particolare.

#### Promozioni, onori e approcci diplomatici
Dopo il breve soggiorno a Gotha, Gotter fu inviato nuovamente a Vienna per rappresentare e promuovere gli interessi della casa ducale. Le questioni delle quali si sarebbe dovuto occupare riguardavano principalmente le frodi del tesoriere ebreo di Dessau, Moses Benjamin Wulff, e il matrimonio del duca Antonio Ulrico di Sassonia-Meiningen. Quest'ultimo si era sposato nel 1711 con una figlia di un capitano borghese, Philippine Elisabeth Cäsar, e l'imperatore Carlo VI aveva elevato al rango di principi del Reich le tre figlie e i due figli nati da questo matrimonio. Tuttavia, i principi sassoni protestarono contro questa decisione. Grazie principalmente all'azione di Gotter, si ottenne una dichiarazione imperiale il 22 dicembre 1735 che riconosceva l'elevazione al rango di principi del Reich, ma negava loro la capacità di successione. Successivamente, il 25 gennaio 1744, tale elevazione di rango fu dichiarata nulla dall'imperatore Carlo VI.
Fu promosso a consigliere della corte imperiale nel 1723. Lo stesso anno visitò Praga, dove ricevette onori da altri principi. L'imperatore Carlo VI, con il quale era entrato in stretto contatto, lo elevò al rango di barone del Sacro Romano Impero il 6 agosto 1724 insieme alla sua discendenza legittima. Gli fu concesso l'appellativo di "Wohlgeboren" (lett. ben nato): <<in onore dei servizi fedeli resi alla nostra persona e al Sacro Romano Impero, sia dai suoi antenati che da lui stesso.>> L'imperatore comunicò questa nomina al duca Federico II il 17 gennaio 1725.
Gotter fu promosso a consigliere di legazione dal duca Federico II nel 1725, in riconoscimento del suo successo nelle questioni militari e del suo impegno costante. La sua abilità nel risolvere problemi complessi senza ricorrere a mezzi disonorevoli fu ammirata da tutti, mentre la sua eloquenza gli valse il soprannome di "il Giove tonante" a Vienna. 
Nonostante le molte onorificenze conferitegli, Gotter non destò invidia o gelosia, poiché il suo status di favorito rendeva accettabile anche lo sfarzo di cui si circondava. Tuttavia, le continue feste e i piaceri dissoluti minarono presto la sua salute. Nel maggio del 1726, fu costretto a intraprendere cure termali a Karlsbad. Nel 1727, ricevette l'Ordine di Alessandro Nevskij dallo zar Pietro II di Russia.

#### Alla corte di Berlino
Su esplicita richiesta del re Federico Guglielmo I di Prussia, e con il consenso del duca Federico, Gotter si recò a Berlino nel maggio del 1728. Godette presto del favore del re, e durante la sua permanenza alla corte prussiana fu nominato Consigliere di Stato segreto con pieni diritti e voto (21 giugno 1728). A questa nomina fu accompagnato un salario annuale di 1000 talleri, e fu garantita un'ulteriore aspettativa per una prebenda vacante a Halberstadt, senza che Gotter avesse l'obbligo di assumersi alcun impegno specifico per tutto ciò. Il re stesso raccomandò Gotter al duca, che acconsentì alla promozione con la condizione che non agisse contro gli interessi della casa di Gotha. 
Già nell'ottobre del 1729, la morte del consigliere segreto al capitolo di Weſterholz presso la corte arcivescovile di Colonia a Halberstadt lasciò vacante la maggiore prebenda presso il capitolo. Questo titolo fu quindi assegnato a Gotter, aumentando così significativamente i suoi guadagni. Quale sia stata la ragione di così grandi onori alla corte prussiana, è difficile da indovinare. Forse sono state solo la piacevole conversazione, lo spirito fine e spiritoso del barone ad attrarre l'attenzione del "Re sergente". Dopo che in precedenza era stato decorato con l'ordine al merito, il re gli conferì nel 1729 anche le insegne dell'ordine dell'Aquila Nera, un onore che non era mai stato conferito a un non-nobile per nascita. La nomina di Gotter a Consigliere di Stato Reale di Prussia potrebbe aver influenzato la scelta del duca Federico di concedere a Gotter un decreto di aspettativa, nel caso in cui dovesse liberarsi una posizione a Ratisbona a seguito della morte del Commissario Comitale Heinrich Richard von Hagen (20 agosto 1728). Tale decreto attestava l'approvazione delle qualità dimostrate da Gotter nel suo ruolo di Consigliere di Legazione e Ambasciatore presso la corte imperiale, riconoscendo la sua devozione, fedeltà e destrezza, meritevoli di ogni favore. Il Barone von Hagen morì il 9 dicembre 1729, e Gotter assunse immediatamente il suo incarico e il suo stipendio di 1249 talleri, mantenendo allo stesso tempo la sua posizione di ambasciatore a Vienna. Il 2 gennaio 1730, Gotter lasciò Berlino per assumere il suo nuovo incarico. 

#### Ritorno e dimissioni dal servizio gothano
Le questioni a Vienna presto richiesero nuovamente la sua presenza là, e il 25 febbraio 1730 arrivò a Vienna dopo soli tre giorni di viaggio da Ratisbona. Da quel momento in poi, Gotter si alternava tra Ratisbona e Vienna, a seconda delle necessità del momento. Nell'aprile 1730 fece una breve visita a Berlino. A metà luglio tornò a Ratisbona, e poiché non si sentiva del tutto bene, i diplomatici sassoni, brandeburghesi, brunswickiani, francesi e olandesi furono i primi a fargli visita, un chiaro segno di quanto fosse stimato e rispettato tra i suoi colleghi. Per quanto riguarda il suo stipendio, Gotter avrebbe dovuto ricevere solo 100 talleri al mese mentre si trovava a Ratisbona; tuttavia, su sua richiesta, il compensovenne inizialmente raddoppiato. 
Dopo un soggiorno di tre mesi a Ratisbona, tornò a Vienna l'18 gennaio 1731. Da lì, visitò Gotha nel marzo successivo per ringraziare il duca dei numerosi segni tangibili della sua grande gentilezza. Il 21 aprile ritornò a Vienna. In quel periodo, il duca FedericoII soffriva di problemi agli occhi e Gotter gli raccomandò un abile oculista (Vienna, 25 aprile 1731); il duca ringraziò e rispose che la sua condizione stava migliorando e sperava di guarire completamente al più presto. Durante la sua assenza da Ratisbona, fu rappresentato dal diplomatico svedese Dietrich von Stade. Gotter organizzò grandi preparativi per ricevere la solenne investitura dei feudi imperiali appartenenti alla casa ducale di Gotha presso la corte imperiale di Vienna. Purtroppo, il duca Federico II morì il 23 marzo 1732, prima che la cerimonia potesse avere luogo. A seguito di questa morte, si verificarono diverse modifiche e a Gotter fu ordinato, il 25 aprile 1732, di recarsi a Ratisbona per continuare a rappresentare i voti imperiali di Gotthaus e Altenburg. Apparentemente, questa decisione non gli era favorevole e ritardò la sua partenza il più possibile. Con ciò, il suo stipendio a Vienna venne revocato. Pertanto, si rivolse al nuovo duca Federico III chiedendo di mantenere sia lo stipendio di Ratisbona che quello di Vienna, poiché a Ratisbona non avrebbe avuto modo di mantenere il suo tenore di vita, e una riduzione del suo stipendio mensile di 2000 talleri sarebbe stata un grave handicap. Non vi fu data risposta. Il 10 giugno 1732, Gotter si trovava nuovamente a Ratisbona e all'inizio di luglio a Karlovy Vary, dove si congedò dall'Imperatore e dalla sua consorte. L'Imperatore scrisse al duca Federico III (11 luglio 1732) elogiando l'operato di Gotter.
Il costante viaggiare avanti e indietro tra Vienna e Ratisbona non poteva continuare all'infinito. Gotter desiderava una residenza stabile, e non sorprende che alla fine dette ascolto alle continue offerte del Re di Prussia. Probabilmente c'erano anche altri motivi, come la scarsa retribuzione del suo stipendio, che, secondo lui, non sarebbe stata notevolmente migliorata finché fosse rimasto al servizio di Gotthaus. Chiese al duca il permesso di dimettersi, cosa che fu concessa il 6 agosto 1732 con piena approvazione. Gotter ricevette una pensione annua di 1000 talleri come segno di gratitudine per i suoi servizi alla casa principesca durante il suo mandato.

### Al servizio prussiano
Gotter lasciò Ratisbona all'inizio di ottobre 1732 per assumere il suo nuovo incarico a Vienna. Era stato nominato ministro plenipotenziario prussiano presso la corte imperiale e riceveva un salario annuo di 15.000 talleri. Inoltre, gli era stata concessa l'autorizzazione per occuparsi degli affari del duca di Württemberg, un permesso che gli fruttava ulteriormente. 

#### Molsdorf e Dietendorf

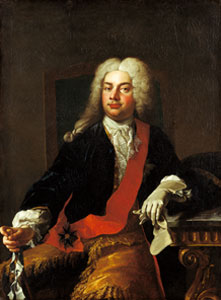
Gustav Adolf von Gotter con l'Ordine dell'Aquila Nera, ritratto intorno al 1732

Gotter sentiva il desiderio di pace e di ritirarsi dal frastuono della vita pubblica. Più conosceva il mondo e le sue vicende, più si rendeva conto che tutto era vanità e nulla. L'eccesso di piaceri sensoriali aumentava solo il suo disgusto, spingendolo sempre più verso la ricerca di un rifugio sicuro dalle scomodità. Desiderava trascorrere il resto dei suoi giorni in tranquillità e comfort, dedicandosi solo alle gioie semplici della natura rurale. L'opportunità di realizzare questo desiderio si presentò nel 1733, quando l'azienda agricola di Molsdorf, situata nella valle della Gera, a circa due ore da Erfurt, un'ora e mezza da Arnstadt e quattro ore da Gotha, divenne libera da vincoli feudali.
Molsdorf, o Molisdorf, menzionata già nel nono secolo, apparteneva nel dodicesimo secolo alle nobili famiglie dei Schwanfelder e dei Weller, che si intitolavano "signori di Molsdorf". Nel XVI secolo, i signori di Thüna divennero i proprietari di Molsdorf. Dal 1706, il barone Bachoff von Echt, suocero dell'ultimo proprietario della famiglia dei signori di Thüna, ne aveva preso possesso. Dopo di lui, Otto Christoph Schult divenne signore ereditario e giudice di Molsdorf (nel settembre 1713). La tenuta passò poi al principe Guglielmo di Sassonia-Gotha, che la vendette subito a Gotter per 36.250 talleri. Il contratto di acquisto fu concluso il 13 gennaio 1734 su mandato di Gotter, che all'epoca si trovava a Vienna, dall'Oberlandeshauptmann Heinrich von Bünau. Poco dopo, Gotter acquistò la tenuta e il feudo di Dietendorf, chiamato Altenhof, che apparteneva ai principi e alle principesse di Sassonia-Gotha. Pagò per essa la somma di 16.000 talleri.
 

Dopo aver preso possesso della tenuta, Gotter fece costruire una serie di case lungo la strada di Apfelstedt e attirò laboriosi operai stranieri per fondare manifatture di lana. Tuttavia, sembrava che queste non volessero prosperare poiché la maggior parte degli stranieri partì di nuovo. Il nuovo villaggio in via di sviluppo fu chiamato Neugottern. In seguito, i Moravi immigrati qui scelsero il nome di Gnadenthal, ma il governo ducale di Gotha non accettò questo nome e chiamò il luogo Neu-Dietendorf. Dopo questi acquisti, Gotter si stancò della sua lunga permanenza a Vienna. Lontano dalle sue belle proprietà, che desiderava trasformare secondo i suoi gusti. Trovò facilmente una scusa per ritirarsi dalla vita pubblica. Il re di Prussia fu difficile da persuadere; tuttavia, alla fine non poté resistere alle sue pressioni.

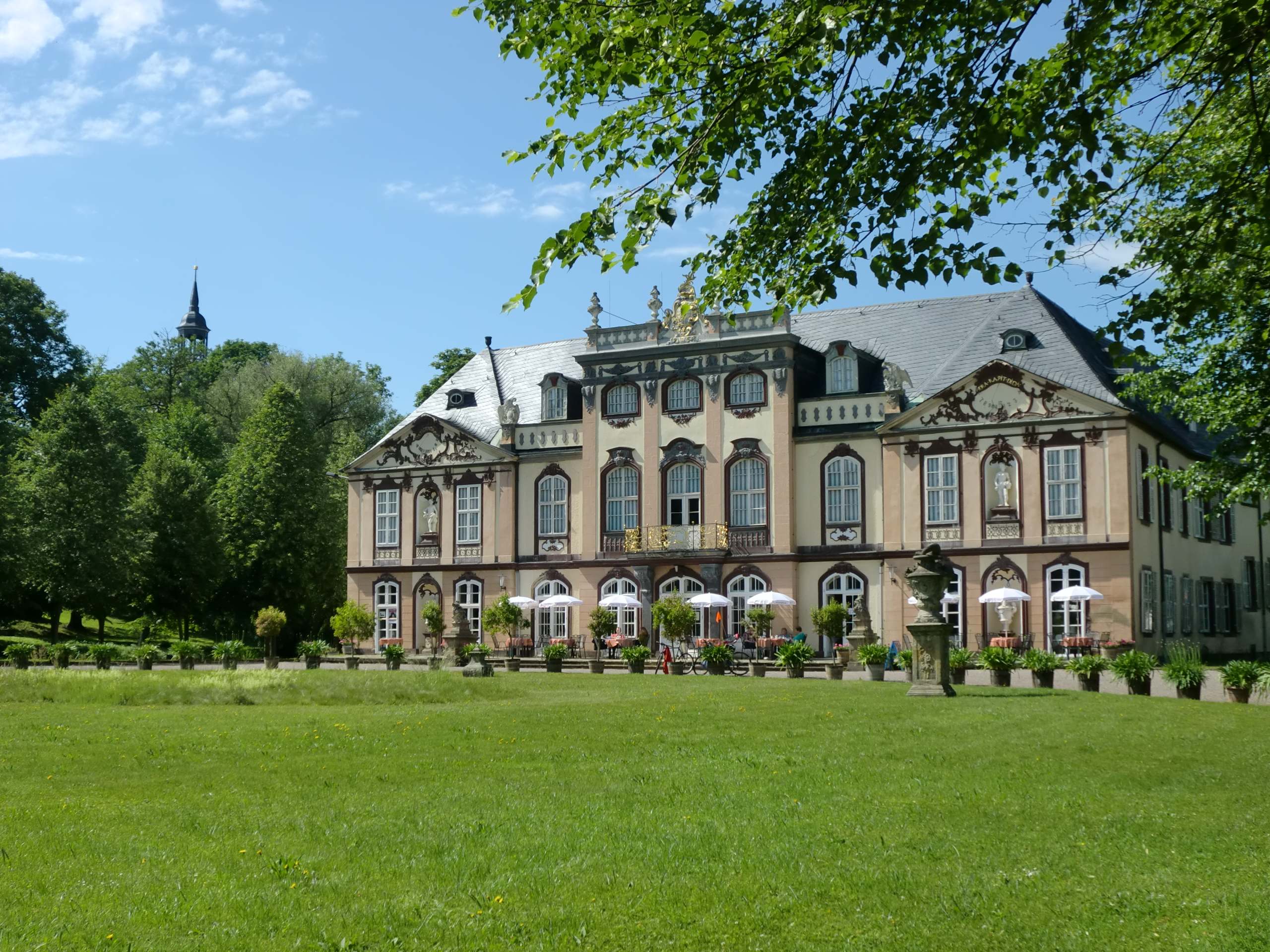
Castello di Molsdorf, Residenza campestre di Gotter

### Ritorno al servizio
Nel 1740 von Gotter fu richiamato al servizio statale sotto il nuovo re prussiano Federico il Grande e nominato Oberhofmarschall e Consigliere di Stato e di Guerra segreto. Lo stesso anno ricevette il titolo di conte dall'imperatore Carlo VI. Dopo la morte di quest'ultimo, il re prussiano inviò Gotter a Vienna per rivendicare i diritti sulle signorie di Jägerndorf, Liegnitz, Brieg e Wohlau. Tuttavia, i negoziati fallirono, portando alla prima guerra della Slesia. Durante questo periodo, sviluppò un particolare rapporto di fiducia con Federico il Grande, con il quale condusse negoziati di successo con l'imperatrice Maria Teresa e i suoi consiglieri tra le guerre slesiane. Lo stile di vita sontuoso, nonostante le vincite e le donazioni, consumò il patrimonio di Gotter. A causa delle difficoltà finanziarie, nel 1742 Gotter dovette vendere il feudo di Neudietendorf. Nel 1743 fu nominato canonico presso la chiesa di Nostra Signora a Halberstadt e direttore generale dell'opera di Berlino. Nel 1744 fu eletto come uno dei quattro curatori dell'Accademia Reale delle Scienze. Per motivi di salute, nel 1745, dopo lunghe insistenze, von Gotter ottenne nuovamente il permesso di ritirarsi dalle funzioni amministrative. A causa dei suoi problemi finanziari, nel 1748 fu costretto a vendere anche il castello di Molsdorf. Da allora, tormentato da malattie, trascorreva spesso il suo tempo a Berlino, dove godeva ancora della fiducia di Federico e veniva sovente ricompensato con segni di favore. Solo una cura a Montpellier nel 1752 portò al miglioramento delle sue condizioni di salute, permettendogli di riprendere il suo lavoro come ministro del General-, Oberfinanz-, Kriegs- und Domänendirektoriums (Ministro del Direttorato Generale, delle Finanze Superiori, della Guerra e dei Domini). Alla sua morte nel 1762, il re si rammaricò di aver perso in lui uno degli uomini più brillanti del suo tempo.